# Ансамбль Абди Бирун
Ансамбль Абди Бирун — комплекс сооружений первой половины XVII века мемориального и культового назначения в южном пригороде Самарканда (Республика Узбекистан). Построен в 1630-х годах визирем и дядей правителя Бухарского ханства Имамкули-хана Надиром диван-беги на мазаре XII века. Считается одним из крупнейших средневековых мемориалов (хазира) на территории Средней Азии.

## История

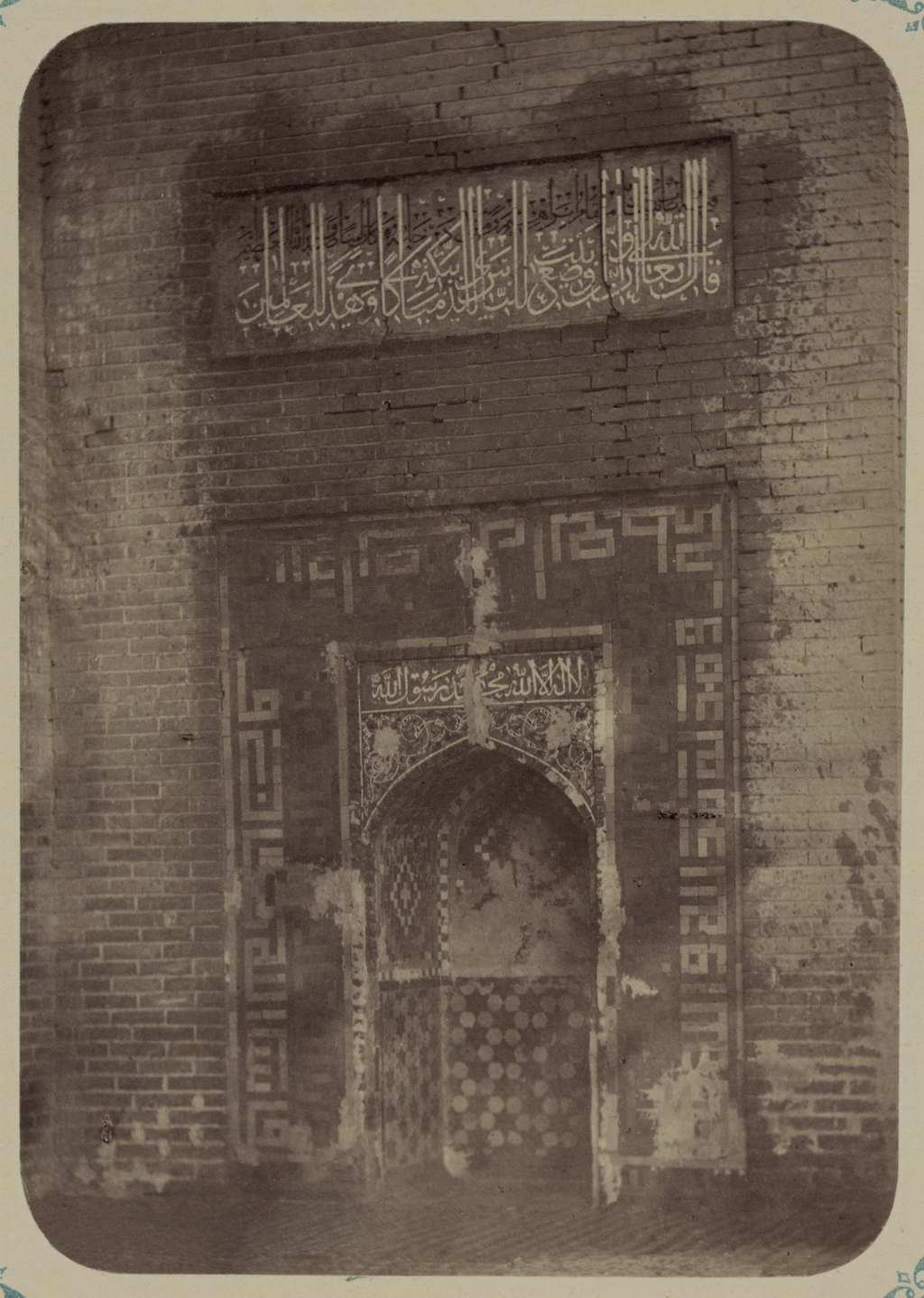
Михраб летней мечети. Фотография XIX века

Возникновение ансамбля Абди Бирун возможно связано с именем Саида Абд-и ибн Якуба — представителя семейного клана Абди, родственного пророку Мухаммеду по линии его дочери Рукайи, более известного в Мавераннахре как Ходжа Абди. Он служил казием в Самарканде и прославился праведным образом жизни. После смерти он был похоронен за крепостной стеной Самарканда на кладбище кишлака Акмечеть. В связи с этим к названию места его погребения стали добавлять слово «бирун» (в переводе с таджикского — внешний, то есть находящийся за городской стеной) как противопоставление мавзолею Абди Дарун (дарун — внутренний), в котором был похоронен другой представитель фамилии Абд-ал Мазеддин. Существует также версия, что оба ансамбля — Абди Бирун и Абди Дарун — были посвящены одному и тому же человеку Абд-ал Мазеддину, которого в Самарканде также называли Ходжой Абди, но изначально выполняли разные функции. Если комплекс Абди Дарун в XII веке рассматривался как место его погребения, то Абди Бирун мог использоваться для совершения зиярата во время больших праздников, когда на службу в загородной мечети собиралось большое количество почитателей праведника.
Культ Ходжи Абди возник в Самарканде ещё на рубеже IX—X веков. Предположительно в первой половине XII века мазар Абди Бирун был обустроен по распоряжению султана Санджара. Однако в 1220 году во время монгольского нашествия Самарканд и его окрестности были превращены в руины. Восстановление мазара началось только в XVII веке. В 1633 году влиятельный сановник бухарского хана Надир диван-беги установил над могилой Абди Бируна дахму, вокруг которой была построена кирпичная стена. Рядом с дахмой вскоре были возведены ханака и летняя мечеть. В последующем территория вокруг сложившегося ансамбля была обнесена каменным забором с привратным сооружением — дарвазаханой, а напротив ханаки был вырыт бассейн-хауз квадратной формы.
Ансамбль Абди Бирун неплохо сохранился до середины XX века. В 1959—1960 годах он даже послужил декорацией для съёмок фильма «Хамза». Тем не менее в советское время комплекс не был внесён в список достопримечательностей Самарканда и денежные средства на его содержание и ремонт не выделялись. Реставрация ансамбля началась только в 2000-е годы. По состоянию на 2013 год основные строительные и отделочные работы на его территории завершены.

## Особенности архитектуры

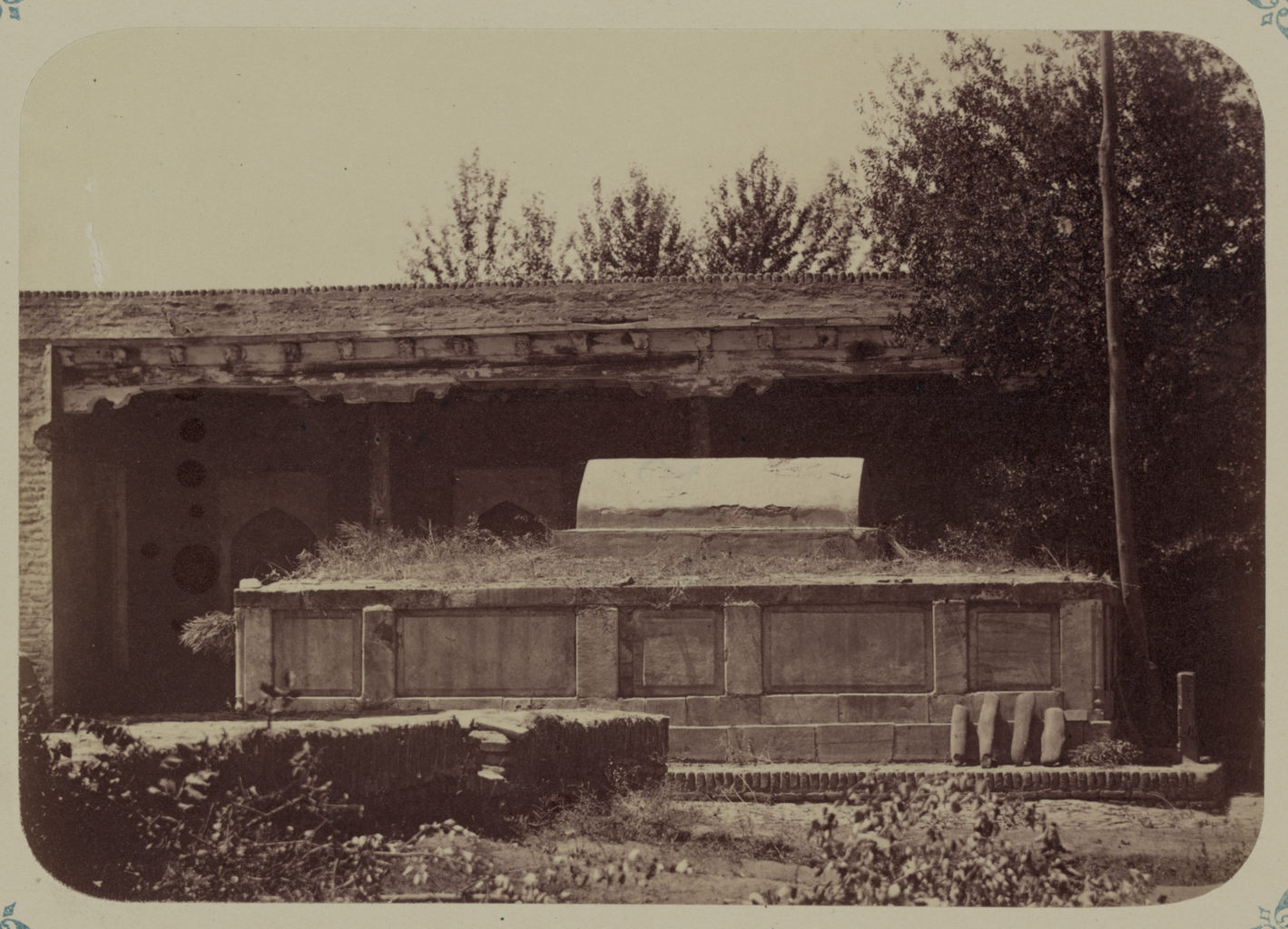
Дахма в ансамбле Абди Бирун. Фотография XIX века

Ансамбль Абди Бирун расположен на площади в 4000 квадратных метров и включает в себя ханаку, погребальный дворик и летнюю мечеть. Во время реставрационных работ на территории комплекса были также обнаружены земляные кельи, соединённые между собой подземными ходами. Вход на территорию комплекса осуществляется через ворота с привратным сооружением в форме портала. На одной со входом оси, ориентированной с востока на запад, лежат ворота погребального дворика, с трёх сторон окружённого фигурной решёткой. Его западная сторона занята летней мечетью, представляющей собой открытую со стороны дворика террасу с плоской кровлей на деревянных столбах. В центре кирпичной стены мечети находится михраб, украшенный майоликой. Основное пространство погребального дворика занимает дахма Абди Бируна — массивный прямоугольный стилобат, облицованный мрамором, на который поставлена сагана. В ногах праведника за решётчатым забором имеется ещё одна выложенная из кирпича платформа, на которой установлено несколько старинных намогильников.

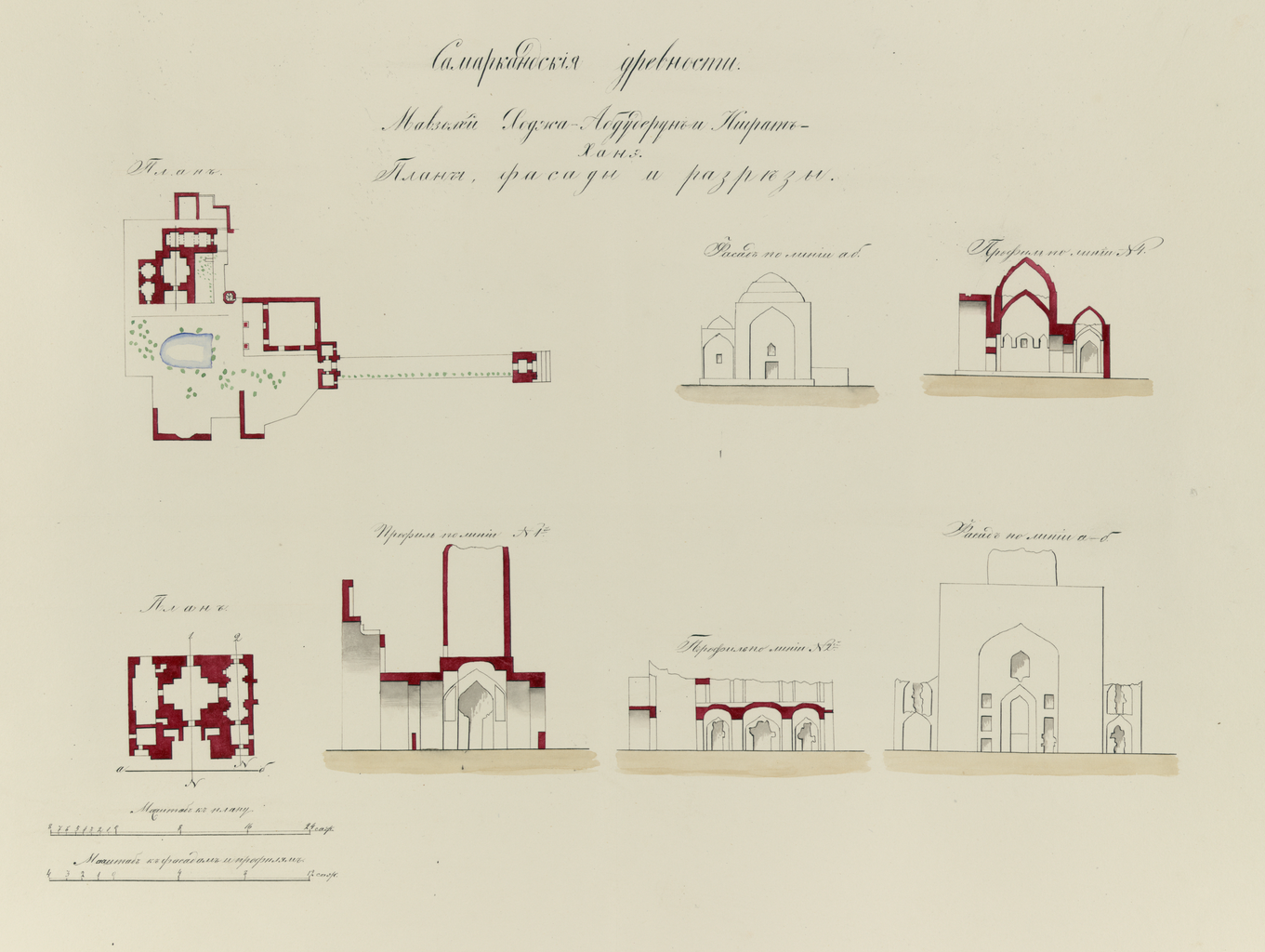
Схема ансамбля Абди Бирун и планы ханаки.

Если дахма Абди Бируна — главный сакральный элемент ансамбля, то ханака — его архитектурная доминанта. Она расположена в южной части комплекса и представляет собой сооружение портально-купольной композиции. Оно имеет два входа, главный из которых выполнен в виде пештака, украшенного геометрическим орнаментом (гирихом) из глазурованных кирпичиков. Второй вход обустроен в виде арочного айвана на восточном фасаде. Остальные два фасада оформлены глухой аркатурой в прямоугольных рамах, тимпаны которой украшает мозаичный растительный узор. Зал ханаки крестовидный в плане и имеет угловые помещения — худжры для сорокадневной молитвы (чилля). В его западной стене находится михраб. Зал перекрыт сферическим куполом, который покоится на чрезмерно большом цилиндрическом барабане, основанием которого служит переходный восьмерик. Барабан купола декорирован эпиграфическим орнаментом, а восьмерик — гирихом. Напротив ханаки в северной части двора в тени деревьев находится квадратный хауз. Слева от главного входа в ханаку в 2000-х годах был построен небольшой минарет.